# Mario Carulla
Mario Carulla Schultz (* 26. Oktober 1971) ist ein peruanischer Badmintonspieler. Im späteren Verlauf seiner Karriere startete er für Spanien.

## Karriere
Mario Carulla nahm 1996 im Herreneinzel an Olympia teil. Er verlor dabei jedoch gleich in Runde eins und wurde somit 33. in der Endabrechnung. Erfolgreicher war er bei nationalen Meisterschaften und panamerikanischen Titelkämpfen. So gewann er 1990 die Südamerikameisterschaft, 1993 die Panamerikameisterschaft und 1996 erneut die Südamerikameisterschaft.

## Sportliche Erfolge
| Saison | Veranstaltung               | Disziplin    | Platz | Name                                      |
| ------ | --------------------------- | ------------ | ----- | ----------------------------------------- |
| 1990   | Südamerikameisterschaft     | Herrendoppel | 1     | Mario Carulla / Gustavo Salazar           |
| 1992   | Peru: Meisterschaft         | Herrendoppel | 1     | Gustavo Salazar / Mario Carulla           |
| 1993   | Panamerikameisterschaft     | Herrendoppel | 1     | José Antonio Iturriaga / Mario Carulla    |
| 1993   | Panamerikameisterschaft     | Herreneinzel | 1     | Mario Carulla                             |
| 1993   | Peru: Meisterschaft         | Herrendoppel | 1     | José Iturriaga / Mario Carulla            |
| 1995   | Bermuda International       | Herrendoppel | 1     | Mario Carulla / Robert Richards           |
| 1996   | Südamerikameisterschaft     | Herreneinzel | 1     | Mario Carulla                             |
| 1996   | Südamerikameisterschaft     | Herrendoppel | 1     | Mario Carulla / Gustavo Salazar           |
| 1996   | Peru: Meisterschaft         | Herrendoppel | 1     | Mario Carulla / José Iturriaga            |
| 1996   | Peru: Meisterschaft         | Mixed        | 1     | Mario Carulla / Ximena Bellido            |
| 1996   | Peru: Meisterschaft         | Herreneinzel | 1     | Mario Carulla                             |
| 1996   | Peru International          | Mixed        | 1     | Mario Carulla / Adrienn Kocsis            |
| 1996   | Olympia                     | Herreneinzel | 33    | Mario Carulla                             |
| 1996   | Brazil International        | Herreneinzel | 1     | Mario Carulla                             |
| 1996   | Brazil International        | Herrendoppel | 1     | Mario Carulla / Federico Valdez           |
| 1996   | Brazil International        | Mixed        | 1     | Mario Carulla / Ximena Bellido            |
| 1997   | Argentina International     | Herrendoppel | 1     | Mario Carulla / Federico Valdez           |
| 1997   | Peru: Meisterschaft         | Mixed        | 1     | Mario Carulla / Ximena Bellido            |
| 1997   | Peru: Meisterschaft         | Herrendoppel | 1     | Mario Carulla / José Iturriaga            |
| 1997   | Peru: Meisterschaft         | Herreneinzel | 1     | Mario Carulla                             |
| 1999   | Peru: Meisterschaft         | Herrendoppel | 1     | Mario Carulla / José Iturriaga            |
| 1999   | Peru: Meisterschaft         | Mixed        | 1     | Mario Carulla / Adrienn Kocsis de Carulla |
| 2001   | Chile International         | Herreneinzel | 1     | Mario Carulla                             |
| 2011   | Peru: Einzelmeisterschaften | Herreneinzel | 2     | Mario Carulla                             |